# Urea
Urea ili karbamid je organsko jedinjenje sa hemijskom formulom (2)2O. Molekul sadrži dve amidne (-NH2) grupe spojene karbonilnom (C=O) funkcionalnom grupom.
Urea učestvuje u metabolizmu jedinjenja koja sadrže azot u životinjama. Ona je glavna azotna supstanca urina sisara. Ona je čvrsta, bezbojna, i bez mirisa (mada amonijak koji otpušta u prisustvu vode, kao i vodene pare iz vazduha, ima jak miris). Ona je veoma rastvorna u vodi i nije toksična. U vodenom rastvoru ona nema ni kiseli, ni alkalni karakter. Telo je koristi u mnogim procesima, a posebno u ekskreciji azota.
Urea je u širokoj upotrebi u đubrivu kao podesni izvor azota. Ona je takođe važna sirovina za hemijsku industriju.
Sintezu ovog organskog jedinjenja iz neorganskih prekurzora je objavio Fridrih Veler 1828. To je bila važna prekretnica u razvoju organske hemije, jer je po prvi put bilo pokazano da molekul nađen u živim organizmima može da bude sintetisan u laboratoriji bez bioloških početnih materijala.
Termini urea i karbamid se takođe koriste za klasu hemijskih jedinjenja koja sadrže funkcionalnu grupu RR'N-CO-NRR', naime karbonilnu grupu vezanu za dva organska aminska ostatka. Primeri takvih jedinjenja su karbamid peroksid, alantoin, i hidantoin. Ureje su blisko srodne sa biuretima i strukturno slične amidima, karbamatima, karbodiimidima, i tiokarbamidima.

## Spoljašnje veze
- MSDS pregled ureje
- Upotreba uree u ručnom bojenju